# Bani (Pangasinan)
Bani é um município de  segunda classe de renda municipal (d) na província Pangasinan, nas Filipinas. De acordo com o censo de 1 de maio  de  2020 possui uma população de 52 603 pessoas e 13 738 domicílios.